# Jean Sauvagnargues
Jean Sauvagnargues, född 2 april 1915 i Paris, död 6 augusti 2002 i Paris, var en fransk politiker och diplomat. Mellan 1974 och 1976 var Jean Sauvagnargues även Frankrikes utrikesminister.